# Thèmes LGBT dans les jeux vidéo
Les personnages lesbiens, gays, bisexuels et transgenres (LGBT) sont présents dans les jeux vidéo depuis les années 1980. A travers l'histoire des jeux vidéo, la présence de personnages ouvertement LGBT est rare. Ce fait refléterait l'hétéronormativité globale du support. Ces dernières années, on observe une augmentation de la représentation de ces identités au sein des jeux vidéo. Néanmoins, ces personnages sont souvent identifiés comme LGBT dans des contenus secondaires (tels que les bandes dessinées) plutôt que dans les jeux eux-mêmes. 

## Représentations de personnages LGBT
Le traitement des thèmes LGBT dans les jeux se fait souvent par l'utilisation de tropes, thèmes et archétypes similaires à ceux présents dans d'autres formes de culture populaire, telles que les films hollywoodiens et les émissions de télévision. Par exemple, on retrouve souvent le trope du bury your gays (« enterrez vos gays ») ; cette convention narrative implique une mauvaise fin pour les personnages LGBT comme la mort. Selon le blogue Kotaku, ces personnages sont « en grande partie définis par une douleur que leurs homologues hétérosexuels ne partagent pas ». Déterminés par ce destin tragique, toute chance de bonheur leur est alors refusée.  

### Inversion de genre
Une méthode courante pour introduire les caractères LGBT consiste à révéler leur orientation sexuelle à travers le prisme de l'inversion de genre. L'hypothèse sous-jacente est que les homosexuels sont souvent aussi transgenres et possèdent donc des manières stéréotypées du sexe opposé. Ainsi, l'homosexualité d'un personnage masculin se traduit souvent par des manières efféminées ou des airs maniérés. Cette technique a été largement utilisée dans les films hollywoodiens (notamment pour contourner l'interdiction de la perversion sexuelle dans le Code de production), ainsi que dans le vaudeville. 
Ce thème est principalement utilisé dans les jeux vidéo pour créer un effet comique. Outre cette fonction, la confusion entre les sexes a également été utilisée comme un moyen de proposer des commentaires sociaux sur le sexisme ou l'homophobie et contourner des codes de censure. Par exemple, Nintendo et de Sega limitaient l'utilisation de l'inversion entre les sexes à l'exclusion du travestissement jusqu'en 1994.[réf. nécessaire]

### Personnages transgenres dans les jeux vidéo
Le personnage de Super Mario Bros. 2, Birdo, qui a été décrit comme se croyant une fille et voulant s'appeler Birdetta dans les premières éditions du manuel d'instructions en anglais (le manuel japonais indiquant simplement que le personnage s'appelle Catherine au Japon et souhaite être appelée Cassie parce qu'elle trouve cela plus mignon), a été changée en une femme plus précise jusqu'à ce que Super Smash Bros. Brawl introduise le concept du genre de Birdo comme indéterminé. De même, le jeu Infocom Circuit's Edge présente plusieurs personnages transgenres. 
Capcom a créé Final Fight pour l'arcade en 1989. Les joueurs choisissaient parmi trois combattants pour sauver la fille du maire, qui avait été kidnappée par un gang criminel appelé Mad Gear. En 1990, Capcom a présenté à Nintendo une version du jeu pour la Super Nintendo Entertainment System. Selon le livre Game Over de David Sheff, Nintendo, a déclaré que Capcom ne pouvait pas mettre une ennemie féminine dans un jeu vidéo publié pour la SNES, car cela violait l'interdiction de Nintendo sur la violence à l'égard des femmes. Capcom a rétorqué qu'il n'y avait aucune femme ennemie dans le jeu, révélant que les personnages féminins Roxy et Poison étaient des personnages transgenres. Les personnages ont néanmoins été supprimés des versions internationales du port SNES (la version japonaise Super Famicom conservait les personnages). Cependant, en 1993, Sega a obtenu les droits de publication du jeu pour la Mega-CD. Étant donné les politiques plus libérales de Sega, Poison et Roxy pouvaient rester dans les versions internationales, mais avec des vêtements moins provocants et rien ne pouvait indiquer leur statut de transgenre supposé. (Sega of America a ensuite supprimé un patron homosexuel et un personnage jouable appelé Ash des versions internationales de Streets of Rage 3.) 
Le personnage de Vivian dans Paper Mario: The Thousand Year Door est suggéré comme étant transgenre, mais Nintendo a supprimé toutes les références y faisant allusion dans la traduction anglaise. 
Krem dans Dragon Age: Inquisition est ouvertement transgenre et pleinement accepté par ses pairs. Iron Bull, son ami proche, quittera le groupe si le personnage du joueur est transphobe. 
Dans le jeu vidéo de rôle 2016 Baldur's Gate: Siege of Dragonspear, il y a un arbre de dialogue facultatif dans lequel le clerc Mizhena mentionne qu'elle a été élevée comme un garçon, indiquant qu'elle est une femme trans. Ceci, avec une référence à la controverse Gamergate, a attiré la controverse qui a abouti à un harcèlement en ligne et à des insultes envers les développeurs, en particulier contre l'auteur du jeu, Amber Scott. Les pages Steam, GOG et Metacritic du jeu ont été bombardées de plaintes selon lesquelles la référence transgenre constituait un « politiquement correct », un « SJW pandering » et un but politique,. Dans un article d'avril 2016, Beamdog a annoncé qu'il élargirait l'histoire de Mizhena, déclarant notamment : « Rétrospectivement, il aurait été mieux servi si nous avions introduit un personnage transgenre plus développé ». Paul Tumburro de CraveOnline a qualifié cette intervention de « dépourvue de sens et de déception », affirmant que le fondateur de Beamdog, Trent Oster, refusait de reconnaître les critiques transphobes faites au jeu.  
Dans The Legend of Zelda: Ocarina of Time, les développeurs ont présenté un personnage appelé Sheik, sans genre évident. Finalement, Sheik se révèle être la princesse Zelda déguisée. Sheik ne s'identifie jamais avec aucun jeu de pronoms dans le jeu ; cependant, un personnage dans le jeu fait référence à Sheik avec des pronoms masculins. La présence de Sheik et l'ambiguïté entre les sexes dans The Legend of Zelda Ocarina of Time a créé le « débat sur le genre de Sheik. » Deux côtés ont été pris dans ce débat - qui croyait Sheik était tout simplement un travesti. L'autre partie pensait que Sheik était la princesse Zelda assumant une identité de genre masculine en utilisant une sorte de magie.  En 2014, Polygon a demandé à Nintendo de commenter le « débat sur le genre de Sheik ». Bill Trinen a déclaré officiellement : « La réponse définitive est que le Sheik est une femme - tout simplement Zelda dans une autre tenue ». 
Dans le jeu Nintendo de 2016, The Legend of Zelda: Breath of the Wild, Link ne peut pas entrer dans la ville de Gerudo à moins qu'il ne s'habille en femme. Le joueur doit trouver un personnage nommé Vilia afin d’acheter les vêtements féminins pour Link. Vilia semble extérieurement une femme, mais en lui parlant, sa voix retentit comme particulièrement grave. Au cours d'une séquence de dialogue entre Link et Vilia, le masque de Vilia se soulève au vent pour révéler - à la surprise de Link - ce qui semble être des poils sur le visage. Les Gorons, qui sont en apparence  des hommes car ils ont pour beaucoup des barbes, ont le droit d'entrer dans la cité Gerudo. Cette information semble laisser penser que les Gorons pourrait être de genre indéterminés, voir hermaphrodites.

### Personnages gays dans les jeux d'aventure
Dans le jeu The Beast Within: A Gabriel Knight Mystery de 1995, un film interactif point-and-click, le personnage principal rencontre plus d'un personnage homosexuel (parmi lesquels son antagoniste), dont certains affichent des sentiments romantiques. Une intrigue secondaire semi-historique sur les sentiments romantiques de Louis II constitue également une partie importante de l'histoire. 
Maniac Mansion: Day of the Tentacle mettait en vedette un concours de beauté futuriste avec des êtres humains habillés de façon étrange. Une personne avec laquelle le joueur peut dialoguer est Harold, qui est habillé en femme mais que d'autres personnages qualifient d'homme et qui se présente lui-même en tant que tel. Harold a un accent français très exagéré et est efféminé - on pourrait le lire comme gay, bien que le travestisme n'ait pas nécessairement de lien avec la sexualité ou le genre. Le sprite du personnage est basé sur celui de George Washington, qui apparaît également dans le jeu. 
En 2023, le personnage de Dion Lesage dans Final Fantasy XVI se révèle être homosexuel au cours d'une scène de baiser avec un personnage avec lequel il a une relation durable, sans que cette caractéristique soit mentionnée outre mesure dans le reste de l'histoire. Une relation amoureuse entre hommes est également observée dans le village de Francastel.

### Personnages gays dans des jeux de combat
Avoir des personnages masculins gays dans des jeux de combat peut remettre en question la perception de l'homosexualité et de la masculinité. Néanmoins, les allusions sur l'orientation sexuelle d'un personnage particulier dans un jeu de combat prennent souvent la forme d'une féminité stéréotypée dans un personnage masculin par ailleurs difficile. 
En 1994, Sega of America modifie le jeu de combat Streets of Rage 3 de son homologue japonais d'origine Bare Knuckle 3. Parmi les changements, il y a la destitution du patron nommé Ash (remplacé par un personnage hétéroclite nommé Shiva), suspecté d'être gay en raison de sa tenue vestimentaire. Ash est retiré de l'édition occidentale du jeu, mais est resté un personnage jouable avec l'aide du Game Genie. Ainsi, Sega devint involontairement la première grande société de jeux vidéo de l'Occident à donner au joueur la possibilité de choisir un personnage gay.   
Le personnage de Street Fighter, Zangief, a longtemps été considéré comme homosexuel, puisque les hommes poilus baraqués font partie de l'imagerie typique des homosexuels masculins au Japon, bien que cela ait été contesté dans Capcom Fighting Evolution, où il a été vu rêvant de femmes dans son épilogue. Un autre personnage de Street Fighter, Eagle, qui apparaît dans le film original Street Fighter, ainsi que dans Capcom vs. SNK 2, a été confirmé homosexuel, en hommage au chanteur de Queen, Freddie Mercury, dont Eagle est également inspiré, des citations de Eagle affichant clairement son orientation ont été censurées dans la version nord-américaine du jeu. Dans la série de Super Street Fighter IV, la combattante Juri Han est peut-être lesbienne, ce qui est particulièrement évident dans les cinématiques rivales de Chun-Li et Cammy où Juri semble les draguer avant de tenter de les tuer. Lorsque le profil officiel de Juri Han a été publié, il était mentionné qu'elle « adore les poitrines généreuses ». Cependant, Juri est également connu pour flirter avec les personnages masculins sans discernement au cours des combats, ce qui pourrait toutefois indiquer une bisexualité. Dans l'épilogue de Cammy dans Street Fighter V, il est suggéré qu'elle éprouve des sentiments pour le personnage de Juni. 
Dans la série Guilty Gear, le personnage de Venom est clairement amoureux de son chef décédé, Zato-1, bien que ses sentiments ne semblent pas avoir été réciproques. 
Lilith Aensland et Morrigan Aensland, succubes de la série Darkstalkers de Capcom, ont été dépeintes comme bisexuelles, tandis que Q-Bee le suggère dans ses paroles. 
Le jeu Groove on Fight est le seul jeu de combat connu mettant en scène un couple ouvertement gay[réf. nécessaire], les personnages quelque peu stéréotypés Rudolph Gartheimer et Damian Shade. 
Le personnage de Rasputin dans la série World Heroes est supposé être homosexuel. Une de ses pauses de victoire consiste à essayer de maintenir sa robe pendant que le vent les souffle, rappelant la célèbre pose de Marilyn Monroe. Il a un mouvement spécial dans World Heroes Perfect appelé The Secret Garden, dans lequel il entraîne les personnages dans des buissons et laissant au joueur imaginer ce qui s'y passe tandis que les cœurs flottent dans le ciel, un mouvement qui ne fonctionne que sur les personnages masculins. 
Dans la série BlazBlue, le personnage Amane Nishiki est un homme vêtu d'une tenue japonaise efféminée, avec un style de combat à la fois gracieux et ressemblant à une danse. Il a une attirance évidente pour le personnage vétéran, Carl Clover, et souhaite qu'il rejoigne sa troupe de danse qu'il tente de mettre sur pied. Un autre personnage, Makoto Nanaya, est ouvertement bisexuelle et embrasse sans la moindre hésitation le personnage féminin Mai Natsume. 
Dans la série Mortal Kombat, Kung Jin est un personnage homosexuel. Le mode histoire de Mortal Kombat X propose un échange entre Jin et Raiden qui implique la sexualité de Jin. L'homosexualité de Jin a été confirmée par le directeur cinématographique de NetherRealm Studios, Dominic Cianciolo. Le même jeu implique également que Mileena et Tanya sont ensemble, ou du moins montrent une attirance évidente l'une pour l'autre. 
Dans Fighting EX Layer, le personnage de Sharon s'est révélé lesbien. Ce qui fait d'elle l'un des premiers personnages ouvertement lesbiens dans un jeu de combat.

### Personnages gays dans les jeux d'action
En 1996, Night Slave était un RPG/jeu de tir publié pour le PC-98 qui proposait des scènes coupées contenant parfois du contenu lesbien pornographique. 
En 2001, Metal Gear Solid 2: Sons of Liberty présentait un personnage bisexuel, Vamp. Solid Snake révèle la bisexualité de Vamp dans une conversation dans laquelle il explique qu'il était l'amant de Scott Dolph, un commandant bisexuel de la marine. Le jeu ne s'attarde cependant pas sur ce point et l'accepte comme trait du personnage. 
L'édition 2004 de Metal Gear Solid 3: Snake Eater met en avant la bisexualité masculine (Volgin et du major Raikov), ainsi que d'autres sujets sexuels rarement abordés dans les divertissements populaires, tels que le sadisme sexuel (Volgin) et le polyamour. 
L'une des utilisations les plus flagrantes de l'imagerie gay ou homo-érotique est la série Cho Aniki, un groupe de jeux inhabituel qui utilise ces thèmes de manière tellement exagérée que les joueurs la considèrent comme une parodie. La série est surtout connue pour ses nuances homo-érotiques, son humour farfelu et ses images vives et surréalistes. Au Japon, ils sont considérés comme des exemples du genre kuso-ge ou jeu de merde, apprécié pour son côté kitsch. 
Le jeu The Last of Us sur PlayStation 3 (2013) a été salué pour ses personnages homosexuels, dont la protagoniste adolescente Ellie. GLAAD, l'organisation américaine qui promeut l'image des personnes LGBT dans les médias, a fait référence au personnage secondaire Bill comme l'un des « nouveaux personnages LGBT les plus intrigants de 2013 ».

## Relations de même sexe
Les relations entre personnes de même sexe en tant qu'option proposée aux joueurs de jeux vidéo ont été décrites pour la première fois dans le genre du jeu de rôle. 
Le jeu Game Boy intitulé Great Greed aux États-Unis et Bitamīna Oukoku Monogatari au Japon, sorti en septembre 1992, proposait la possibilité que le protagoniste masculin se marie avec une variété de personnages à la fin du jeu, y compris une des filles du roi (sauf celle de onze ans), le vieux magicien de la cour, la reine et même le roi lui-même. Bien qu'il ne s'agisse peut-être pas de la toute première apparence de relations homosexuelles dans les jeux vidéo, il est beaucoup plus ancien que le jeu Fallout 2.
Fallout 2 (1998) était le deuxième jeu à permettre aux joueurs d'épouser un personnage du même sexe, et Persona 2: Innocent Sin (1999) autorisait les joueurs à avoir une relation de même sexe. Fable (2004) a permis le mariage de même sexe parmi un large éventail d'activités domestiques. Dans le simulateur de vie Les Sims (2000), l'orientation sexuelle des personnages était définie en fonction des actions du joueur. Cependant, les couples de même sexe ont été décrits comme des colocataires et ils ne pouvaient pas se marier. Le mariage de même sexe a été rendu disponible dans la suite de 2004, Sims 2. 
Les jeux de rôle développés par BioWare, y compris Baldur's Gate (depuis 1998), Mass Effect (depuis 2007) et Dragon Age (depuis 2009) sont particulièrement connus pour leur inclusion de personnes LGBT et d'options de relations amoureuses entre personnes du même sexe. La série The Elder Scrolls a rendu les relations de même sexe disponibles dans Skyrim (2011).  Parmi les séries de jeux de rôle japonaises, Final Fantasy a autorisé les unions (mariages dans l'univers du jeu) entre personnages joueurs de même sexe dans Final Fantasy XIV: A Realm Reborn à partir de 2014, et Fire Emblem avec Fire Emblem Fates (2016). 
La sortie de The Temple of Elemental Evil, un jeu vidéo de rôle développé par Troika Games, a suscité une controverse en 2003 en raison de la possibilité offerte à un personnage masculin de contracter un mariage homosexuel. Dans la ville de Nulb, un pirate nommé Bertram commence à flirter avec des personnages masculins du groupe et offre une vie d'amour et de bonheur en échange de sa liberté. Cette relation a été notée comme un autre exemple de jeux vidéo « repoussant les limites » par The Guardian. Les développeurs et les éditeurs de jeux ne se sont généralement pas opposés à l'inclusion d'une option de récit homosexuel. La critique de la relation émanait principalement de joueurs qui estimaient que les personnages homosexuels ne devraient pas être inclus dans les jeux vidéo. Matthew D. Barton a commenté l’ironie des soi-disant « joueurs geek », eux-mêmes stéréotypés, stéréotypant les gays à leur tour. Le producteur Tom Decker a défendu le mouvement, affirmant dans une interview avec RPG Vault : « Je pensais particulièrement que depuis que nous avions plusieurs mariages hétérosexuels disponibles à Hommlet, nous devrions inclure au moins une rencontre homosexuelle dans le jeu, sans en faire un stéréotype, simplement du même acabit que les autres relations disponibles dans le jeu ». Bertram a été nommé n°6 du Top 20 des plus célèbres personnages de jeux vidéo sur GayGamer.net.
Undertale (2015), qui a remporté le meilleur jeu PC 2015 d'IGN, met en scène un personnage principal jouable, non sexué, Frisk. Pendant le jeu, en fonction de l'itinéraire emprunté, le joueur peut rencontrer une simulation de rendez-vous dans laquelle le sexe des deux parties n'est pas clair et une intrigue majeure repose sur le développement d'une relation lesbienne entre Undyne et Alphys.

## Thèmes LGBT par entreprise ou marché

### Politiques d'entreprise

#### Nintendo
Pour lancer légalement un jeu sur un système Nintendo, un développeur doit d'abord obtenir l'autorisation de Nintendo, qui se réserve le droit de prévisualiser les jeux et de demander des modifications avant d'autoriser leur sortie. De cette manière, Nintendo exerce un contrôle de la qualité et peut empêcher la diffusion sur ses systèmes de tout contenu qu’ils jugent répréhensible ou offensant. Avant l’introduction de l'Entertainment Software Rating Board en 1994, un jeu vendu pour une console Nintendo ne pouvait ni afficher, ni faire référence aux drogues illicites, au tabac et à l’alcool, à la violence à l’égard des femmes, à la violence sanglante, au blasphème, à la nudité, aux symboles religieux, aux plaidoyers politiques ou "à un contenu sexuellement suggestif ou explicite". 
En 1988, une créature de Super Mario Bros. 2, le miniboss nommé Birdo, était décrite dans le manuel d'instructions d'origine comme pensant qu'il était une fille et souhaitait s'appeler Birdetta. Cela a ensuite été censuré par Nintendo of America lors de futures apparitions du personnage. En 1992, Enix a reçu l'ordre de supprimer un bar gay de Dragon Warrior III, entre autres modifications de contenu, avant que le jeu ne soit vendu pour un système Nintendo. La version SNES de Ultima VII a du également être sensiblement modifiée par rapport à sa version informatique d'origine afin de supprimer le contenu potentiellement répréhensible, y compris les meurtres rituels, et la possibilité d'avoir un compagnon de lit masculin ou féminin, si le joueur paye une cotisation sur l’île dirigée par les flibustiers. 
À la fin des années 90, Nintendo avait en grande partie abandonné ces politiques de censure, estimant que l'inclusion des notations ESRB sur l'emballage indiquerait de manière appropriée aux consommateurs si un contenu potentiellement choquant pouvait être trouvé dans le jeu. En 2000, le développeur de jeux vidéo britannique Rare a publié Banjo-Tooie pour la Nintendo 64, mettant en vedette un barman-grenouille gay nommé Jolly Roger. La grenouille voulait que Banjo et Kazooie sauvent sa collègue, Merry Maggie, un amphibien qui semblait être l'amant de Jolly Roger. Jolly Roger revient en tant que personnage jouable dans le je Game Boy Advance Banjo-Pilot (2005). Rare publie également Conker's Bad Fur Day (2001) pour la Nintendo 64, mettant en vedette un écureuil alcoolique nommé Conker et ses aventures dans un monde où tous les personnages sont des créatures grossières qui font diverses blagues en référence à la gueule de bois, à l'homosexualité et au sexe oral. Enix Corporation a réédité Dragon Warrior III pour la Game Boy Color et a été autorisé à conserver l'intégralité du contenu d'origine, à condition que le jeu recoive la note Teen de l'ESRB. 
Nintendo a été critiqué pour avoir omis des options de romance homosexuelle et d'expression LGBT dans ses franchises (ainsi que des jeux tiers publiés sur les consoles Nintendo) à plusieurs reprises, la controverse la plus notable et discutée venant du jeu vidéo Tomodachi Life. Le mariage joue un rôle important dans le jeu, ce qui n'inclut pas l'option du mariage de même sexe.

#### Sega
Comme Nintendo, Sega contrôlait le contenu des jeux pour les systèmes Sega. Contrairement à Nintendo, le système de censure initial de Sega était plus libéral. Leur code de contenu permettait aux jeux d’avoir du sang, plus de violence graphique, des ennemis féminins et des thèmes plus suggestifs. 
Bien que Sega autorise les thèmes et les personnages LGBT dans les jeux vendus pour ses consoles de salon, Sega choisit souvent d'atténuer ou d'effacer les caractères LGBT lors du port de jeux asiatiques vers les marchés américains. Dans Phantasy Star II, l'homosexualité d'un musicien a été modifiée de sorte que la seule reconnaissance de son orientation sexuelle consiste à faire payer à tous les personnages masculins moins d'argent pour ses leçons de musique.
En 1992, lorsque Final Fight CD est sorti sur le Mega-CD et Vendetta sur Sega Genesis, des ennemis transgenres et homosexuels mineurs ont été censurés. Dans Streets of Rage 3, Sega a enlevé un ennemi gay portant un costume des Village People et a transformé un ennemi transgenre en un homme aux cheveux longs. 
En 1993, Sega a développé le Videogame Rating Council pour attribuer une classification basée sur le contenu à tous les jeux vendus pour un système Sega, réduisant ainsi la nécessité pour Sega de gérer un code de contenu pour ses développeurs. Lorsque Rise of the Dragon a été développé par Dynamix pour le Mega-CD, un patron de bar transgenre a été gardé, tout comme une blague gay sur le personnage jouable prenant sa petite amie pour un homme aux cheveux longs. En conséquence, le jeu a reçu la note MA-17 du conseil.

### Entertainment Software Rating Board (ESRB)
En 1994, plusieurs grands éditeurs de jeux vidéo ont formé la Entertainment Software Association (ESA) en tant qu’association professionnelle de l'industrie du jeu vidéo. Peu de temps après sa création, l'ESA a mis en place l'ESRB (Entertainment Software Rating Board) afin d'attribuer indépendamment les classements et les descripteurs du contenu des jeux en fonction de divers facteurs. L'identification de la sexualité fait partie de la description du contenu sexuel qui est autorisée pour les jeux classés pour adolescents ou adultes.
Après la création de l'ESRB, les développeurs de consoles ont assoupli leurs réglementations internes en faveur des notations ESRB. En 1994, Sega a dissous son conseil de classification des jeux vidéo après seulement un an d'existence.

### Jeux asiatiques
La plupart des jeux fabriqués au Japon, en Corée et à Taïwan sont produits pour un public local. Dans la culture populaire japonaise, les hommes gays et bisexuels étaient souvent considérés comme des bishōnen, ce qui se traduit par « de beaux garçons ». Cela était également lié au succès au Japon des bandes dessinées et de l'animation avec des personnages ouvertement ou subtilement LGBT. Un genre de jeux japonais pornographiques pour adultes, appelé H-games, comprend les sous-genres masculins et féminins gays. Ce contenu n'arrive généralement pas à l'Occident en anglais, et les critiques occidentales de ces jeux vidéo pour hommes gays ont tendance à considérer l'homosexualité comme un détail dans un jeu par ailleurs médiocre. Cependant, l'homosexualité, bien que relativement sans conséquence parmi les célébrités au Japon, peut toujours être considérée comme une bizarrerie en raison de la structure sociale très conservatrice du Japon. En dépit d'un manque de stigmatisation sociale forte, l'homosexualité chez les hommes est souvent confondue avec la transidentité et le travestissement au Japon et l'homosexualité assumé reste rare, pour des raisons de conformité.

## Marketing auprès des consommateurs LGBT
Le succès record des Sims remettait en cause l'idée que les jeunes hommes blancs et hétérosexuels étaient le moteur du développement de l’industrie. Dans les années 1990, l'industrie a commencé à s’efforcer de commercialiser des jeux pour les femmes en créant des logiciels contenant des personnages féminins indépendants et forts, tels que ceux de Tomb Raider et de Resident Evil. Certaines sociétés de jeux vidéo envisagent désormais d'élargir leur base de marketing afin d'inclure le marché perçu des jeunes hommes homosexuels aisés en incluant des personnages LGBT et en soutenant les droits des LGBT. BioWare incluait des scènes de relations entre femmes dans Mass Effect, des relations romantiques entre femmes dans Mass Effect 2 et des relations de même sexe pour l'un ou l'autre sexe dans Mass Effect 3, et autorisait une interaction sexuelle entre tous les groupes de sexes de Dragon Age: Origins. Dans Dragon Age II, cela a été poussé plus loin encore en permettant à tous les membres du groupe pouvant être amoureux de l'un ou l'autre sexe, par opposition au premier jeu qui ne permettait que de choisir entre deux personnages bisexuels. 
Certains jeux continuent à censurer l'homosexualité. Par exemple, malgré l’énorme succès des Sims, certains jeux de la franchise supprime l'identité homosexuelle. Les interactions romantiques autonomes n'existent que pour les personnages hétérosexuels par défaut. Dans Les Sims 3, les joueurs doivent initier manuellement de multiples interactions romantiques entre personnes du même sexe avant qu'un personnage ne soit converti à l'homosexualité et commence à s'engager de manière autonome dans de telles interactions. La ville sera alors marquée comme étant gay-friendly, libérant ainsi l'autonomie des autres personnages. Si un joueur ne force pas au moins un personnage à s'investir romantiquement avec un personnage du même sexe, la ville du joueur n'aura aucune homosexualité visible.

## Reconnaissance
GLAAD a annoncé la création d'une nouvelle catégorie destinée à récompenser les jeux vidéo. Lors de sa 30ème édition annuelle des GLAAD Media Awards en 2019, elle a fait ses débuts en récompensant les jeux présentant des représentations positives de thèmes LGBT,.

## Critique
Les détracteurs de la suppression de l'identité gay concluent souvent que, l'homosexualité étant normalisée dans une culture plus large, elle le sera également dans les jeux vidéo,.
Une enquête menée en 2006 sur les joueurs homosexuels était la première étude universitaire d'un groupe de joueurs. Avec environ 10 000 répondants, l'enquête a montré une courbe en cloche inversée de la sexualité des joueurs, la plupart des personnes s'identifiant comme étant complètement hétérosexuelles ou homosexuelles. 
Un article universitaire de 2009 analysait la production culturelle de la représentation des LGBT dans les jeux vidéo et montrait que les facteurs susceptibles d’entraîner une augmentation significative du contenu LGBT étaient notamment : la présence de producteurs impliqués dans l'industrie (ceux qui sont personnellement, politiquement, socialement ou commercialement impliqués dans le contenu LGBT), la manière dont l'audience d'un texte ou d'un support est construite (comment le grand public réagit face à la communauté LGBT et des groupes conservateurs, ainsi que des représailles fondées sur l'industrie sous forme de censure ou d'évaluation), structure de l’industrie et son financement, et comment l’homosexualité, la bisexualité ou les identités transgenres peuvent être représentées dans le média.